# ابتدا
ابتدادر اصطلاح عروض، رکن اول یا کلمهٔ اولِ مصراعِ دومِ بیت است، مانند «از» در این بیت منسوب به ناصر خسرو
| روزی ز سر سنگ عقابی به هواه خاست |  | از بهر طمع بال و پر خویش بیاراست |

.